# Zofinger Tagblatt
Das Zofinger Tagblatt ist eine Schweizer Tageszeitung für die Stadt Zofingen und Umgebung. Sie erscheint seit dem 1. Februar 1873. Seit dem 1. Mai 2025 wird sie von CH Media herausgegeben.

## Zeitung
Das Austragungsgebiet umfasst sämtliche Gemeinden des Bezirks Zofingen sowie angrenzende Ortschaften im Südwesten des Bezirks und die Gemeinden Walterswil (Kanton Solothurn) und Holziken, Schöftland und Schlossrued im Bezirk Kulm.
Seit 2002 bezieht das Zofinger Tagblatt den Mantel Nordwestschweiz (früher az Nordwestschweiz resp. Mittelland-Zeitung), der in Aarau hergestellt wird.
Von September 2007 bis Februar 2017 erschien die Sonntagszeitung Schweiz am Sonntag (bis 2013 Sonntag) als siebte Ausgabe der Nordwestschweiz (vorher az Nordwestschweiz) und damit des Zofinger Tagblatts. Seit dem 4. März 2017 gibt die Nordwestschweiz samstags für die Zeitungen des Verbundes eine ausgebaute Wochenendausgabe unter dem Namen Schweiz am Wochenende heraus.
Der Onlineauftritt des Zofinger Tagblatts ist unter zofingertagblatt.ch erreichbar und verzeichnete im 1. Quartal 2025  im Durchschnitt 337'000 Unique Users pro Monat.

## Verlag
Im September 2016 wurde mit der Umbenennung des Verlags eine namentliche Abgrenzung zwischen der Mediengruppe und der Tageszeitung geschaffen. Unter dem Namen «ZT Medien» wurden alle Medien unter dem Dach des Verlags gebündelt, ohne aber nach Ansicht des Verlags zu sehr auf die Tageszeitung reduziert zu werden.
Per 1. Mai 2025 übernahm CH Media das Zofinger Tagblatt, zusammen mit den wöchentlich erscheinenden Gratisanzeigern Der Landanzeiger und Wiggertaler. Es sei für die ZT Medien AG auf Dauer nicht mehr tragbar, die Infrastruktur für eine lokale Tageszeitung sowie für zwei Wochenzeitungstitel eigenständig zu betreiben, schrieb CH Media in einer Mitteilung. Unter dem Dach von CH Media könne den Herausforderungen des Marktes besser begegnet werden, wurde ZT-Verwaltungsrätin und alt FDP-Nationalrätin Corinne Eichenberger in der Mitteilung zitiert.